# Saue-Putla
Koordinaten: 58° 22′ N, 22° 37′ O
Saue-Putla ist ein Dorf (estnisch küla) auf der größten estnischen Insel Saaremaa. Es gehört zur Landgemeinde Saaremaa (bis 2017: Landgemeinde Pihtla) im Kreis Saare.
Das Dorf hat 31 Einwohner (Stand 31. Dezember 2011).